# Guiana (regione fisica)

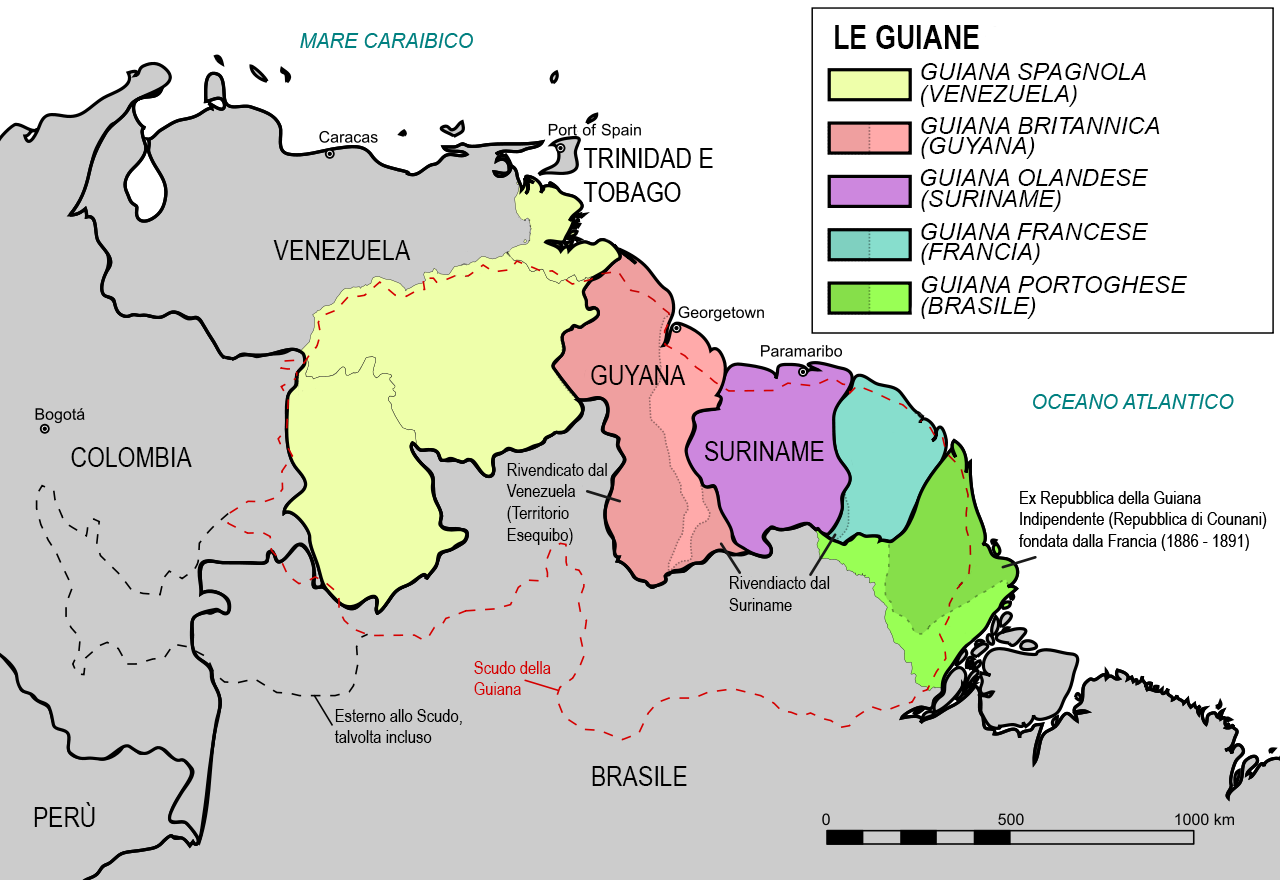
Divisione politica della Guiana

La Guiana, detta anche Guyana o Guayana (in inglese e portoghese Guianas o Guyanas, in spagnolo Guayanas) è una regione fisica dell'America meridionale, compresa fra l'oceano Atlantico, i bacini dell'Orinoco, del Rio delle Amazzoni e del Rio Negro, suo affluente. È costituita da un vasto tavolato inclinato verso il nord, bordato da una fascia costiera pianeggiante che continua a oriente nel territorio brasiliano e a occidente in quello venezuelano. 
Politicamente è divisa tra diversi stati e territori, da ovest a est:
- Guayana venezuelana (comprendente gli Stati venezuelani di Amazonas, Bolívar e Delta Amacuro), nota in passato anche come Guayana spagnola.
- Guyana, nota come Guyana britannica dal 1831 al 1966, dopo che le colonie di Berbice, Essequibo e Demerara, strappate all'Olanda nel 1814, furono unite in una singola colonia.
- Suriname, fino al 1814 parte della Guiana olandese insieme a Berbice, Essequibo e Demerara.
- Guyana francese, un dipartimento d'oltremare della Francia.
- Guayana brasiliana, nel nord-est del Brasile, in origine parte dell'Impero portoghese come Guiana portoghese.